# Раскол
Раскол или расцеп је израз који у најширем смислу означава подјелу неке организације узроковану неслагањем њених чланова око разних начелних или организационих питања. Израз се најчешће употребљава за означавање политичких и религијских подела. Политички расколи настају услед расцепа у политичким патијама, односно странкама, услед разлаза у политичким коалицијама, односно савезима или услед подела унутар међународних политичких организација. Религијски, односно верски расколи настају услед унутрашњих подела унутар верских организација или заједница. До верских раскола најчешће долази у виду одвајања дијела вјерника који више не признају дотадашњи врховни вјерски ауторитет, те се стога одвајају у посебну, одељену организацију и од тада се називају расколницима или шизматицима. Верски расколи у хришћанству називају се црквеним расколима, за које се често користи и израз црквена схизма или шизма (грч. σχίζω, skhízō - подијелити, раздвојити).
У религији, оптужба за раскол се разликује од оптужбе за јерес, пошто се увреда раскола не тиче разлика у веровању или доктрини, већ промовисања или стања поделе, посебно међу групама са различитим пасторалним јурисдикцијама и ауторитетом. Међутим, расколи често укључују међусобне оптужбе за јерес, а такође и за велику апостасију. У римокатоличком учењу, свака јерес је раскол, док може постојати и раскол без додатне кривице јереси. Либерални протестантизам је, међутим, често давао предност јереси у односу на раскол. Презбитеријански научник Џејмс И. Макорд (кога са одобравањем цитира епископални бискуп Вирџиније, Питер Ли) направио је разлику између њих, учећи: „Ако морате да бирате између јереси и раскола, увек бирајте јерес. Као расколник, имате растргано и подељено тело Христово. Сваки пут бирајте јерес." („Изабери јерес” је игра речи; „јерес” је латинизација старогрчке речи за „избор”.)

## Хришћанство
(Нису приказане неникејске, антитринитаријане и неке ресторационе деноминације.)
Речи раскол и шизматик нашле су своју највећу употребу у историји хришћанства, за означавање расцепа унутар цркве, деноминације или верског тела. У овом контексту, „шизматик“, као именица, означава особу која ствара или подстиче раскол у цркви или особу која је члан цркве која се отцепила; као придев, „шизматички“ се односи на идеје и активности за које се сматра да доводе до или чине раскол, и на крају да одступају од онога што корисник те речи сматра истинском хришћанском црквом. Ове речи су коришћене за означавање како феномена расцепа хришћанских група уопште, тако и одређених значајних историјских расцепа.
Може се направити разлика између јереси и раскола. Јерес је одбацивање доктрине коју је црква сматрала суштинском. Раскол је одбацивање општења са властима цркве, а не мора се сваки прекид општења односити на доктрину, као што је јасно из примера као што су Западни раскол и раскид општења који је постојао између цариградског патријарха Вартоломеја I и архиепископа Христодула из Атине 2004. године. Међутим, када се људи из било ког разлога повуку из причешћа, могу настати два различита црквена ентитета, од којих сваки, или бар неки чланови, могу оптужити друге за јерес.
У канонском праву римокатоличке цркве, чин раскола, попут чина апостасије или јереси, аутоматски доноси казну екскомуникације за појединца који га почини. Као што је наведено у канону 1312 §1 1° Кодекса канонског права из 1983. године, ова казна треба да буде лековита, како би довела до обнављања јединства. Римокатоличка теологија сматра да су формални расколници ван Цркве, под „формалним расколницима“ подразумевају се „особе које су, знајући праву природу цркве, лично и намерно починиле грех раскола“. Ситуација, на пример, са онима који су од детињства васпитавани у групи која није у пуној заједници са Римом, али имају православну веру, је другачија: сматра се да су они несавршено, али не и потпуно, повезани са Црквом. Ово нијансирано гледиште се посебно односи на цркве источног хришћанства, и специфично на источну православну цркву. Иако немају „пуно заједништво“ (communio in sacris) са католичком црквом, ипак се сматрају много повезанијим са њом него протестантске црквене заједнице, које имају изразито различита теолошка уверења и одбацују концепт апостолског наследства (са изузетак англиканаца, за које, међутим, католичка црква сматра да немају ваљано свештенство).
Први Никејски сабор (325. године) правио је разлику између раскола и јереси. На њему су проглашена аријанска и нетринитарна учења за јеретичка и њихове присталице су искључене из цркве. Такође се бавио расколом између Петра Александријског и Мелетија Ликопољског, који су сматрали да је њихова свађа питање дисциплине, а не вере.
Поделе које су дошле до врхунца на саборима у Ефесу (431. године) и Халкидону (451. године) сматране су стварима јереси, а не само раскола. Тако се источна православна црква и оријентално православље сматрају јеретичким, а не православним, због одбацивања орјенталне православне цркве и прихватања источне православне цркве Халкидонске исповести о две природе (људске и божанске) Христове. Међутим, ово гледиште је оспорено у недавној екуменској дискусији између ове две групе, класификујући питање Халкидона као питање раскола, а не јереси.
У свом проширеном и коначном облику (вероватно изведеном из Првог Константинопољског сабора 381. године, иако је познато само из дела Халкидонског сабора седамдесет година касније), оно што се обично назива Никејски символ вере проглашава веру у једну свету католичку и апостолску цркву. Неки од оних који прихватају ову веру верују да би требало да буду уједињени у једну цркву или групу цркава у заједници једна са другом. Други који прихватају ову веру верују да не говори о видљивој организацији, већ о свим крштенима који имају хришћанску веру, која се назива „хришћанство“. Неке цркве себе сматрају за јединствену свету католичку и апостолску цркву. На пример, римокатоличка црква претендује на ту титулу и сматра да је источна православна црква у расколу, док источна православна црква такође претендује на ту титулу и сматра да је католичка црква расколничка. Неке протестантске цркве верују да представљају и јединствену свету католичку и апостолску цркву и сматрају да су католичка и православна црква у заблуди, док друге не очекују унију свих хришћанских цркава на земљи. Погледајте такође једна права црква и велика апостасија.
Протестантске групе, којима недостају јаче традиционалне структуре ауторитета (рецимо) римокатолицизма или источног православља, а често су раздвојене политичко-националним поделама (понекад које произилазе из cuius regio, eius religio), показују висок степен фисибилности, што екуменски напори могу само појачати.